# Марка свободной формы
Марки свободной формы (или негеометрические марки) — выпускавшиеся с середины 1960-х годов некоторыми государствами (Сьерра-Леоне, Тонга и др.) почтовые марки разнообразных форм: повторяющие границы страны, Африканского континента, в форме плодов кола, банана, гранёного алмаза, орла с распростёртыми крыльями, фигуры спортсмена, нефтяной вышки и т. д. Форма таких марок отличается от обычной фигуры прямоугольника, треугольника, круга и т. п.
Преимущественно марки свободной формы изготовлялись без зубцовки и отделялись от марочного листа с помощью специальных высечек, изготовленных по форме марки. Многие из таких марок выпускаются самоклеящимися и являются штампованными марками.

## Гибралтар
В 1969 году в Гибралтаре была выпущена серия почтовых марок с зубцовкой в виде контура Гибралтарской скалы.

## Сьерра-Леоне
В 1964—1965 годах в Сьерра-Леоне были выпущены марки, имеющие контур географической карты этого государства.

## Тонга
Тонга с 1966 года эмитировала штампованные почтовые марки свободной формы, которые были выполнены в форме очертания острова, банана, кокосового ореха, попугая, сердца и т. п.; все они были самоклеящиеся.